# Ebepius littoralis
Ebepius littoralis är en fjärilsart som beskrevs av Talbot 1935. Ebepius littoralis ingår i släktet Ebepius och familjen juvelvingar. Inga underarter finns listade i Catalogue of Life.